# Cañón Ho-204
El Ho-204 era un cañón automático japonés de 37 mm, que fue empleado de forma limitada durante la Segunda Guerra Mundial.

## Descripción
Era un derivado de mayor calibre de la ametralladora pesada Browning M2. Fue instalado a bordo del Mitsubishi Ki-46 III-KAI en una variante japonesa del afuste Schräge Musik de la Luftwaffe, que apuntaba los cañones hacia arriba. También fue instalado en el morro de varios cazas pesados experimentales, como el Kawasaki Ki-102, así como en variantes del Kawasaki Ki-45.